# 월호항
월호항은 전라남도 여수시 화정면 월호리 월호마을 인근에 있는 어항이다. 2007년 8월 8일 어촌정주어항으로 지정하여 관리하고 있다. 시설관리자는 여수시장이다.

## 어항 구역
- 수역: 북위 34°34′35″, 동경 127°43′29″의 지점에서 N방향으로 60m점과 이 점에서 W방향으로 60m점과 이 점에서 S방향으로 60m점과 이 점에서 S25°W방향으로 85m점과 이 점에서 S70°W방향으로 80m점과 이 점에서 N20°W방향으로 130m점과 이 점에서 S70°W방향으로 육지부를 연결하는 선을 따라 형성된 공유수면[1]

## 어항 시설
- 방파제 220m, 선착장 50m, 부잔교 1기

## 기본 계획
- 방파제 250m, 선착장 50m, 부잔교 1기, 호안도로 57m[1]

## 정비 계획
- 방파제 30m, 호안도로 57m[2]

## 주요 어종
- 전복, 참돔, 우럭, 감성돔